# 蜜蜂 (可苦可樂單曲)
《蜜蜂》是可苦可樂的首張數位單曲。於2012年1月27日由Warner Music Japan發售。

## 簡介
雖暫停活動，但於休息前錄音便以數位單曲發售。

## 收錄曲
- 作詞・作曲：小淵健太郎　編曲：可苦可樂

1. 蜜蜂
NTT西日本電報 廣告歌

## 外部連結
- 蜜蜂 （页面存档备份，存于）